# Chaetophiloscia pseudocellaria
Chaetophiloscia pseudocellaria is een pissebed uit de familie Philosciidae. De wetenschappelijke naam van de soort is voor het eerst geldig gepubliceerd in 1955 door Vandel.